# William Donne
 Der er for få eller ingen kildehenvisninger i denne artikel, hvilket er et problem. Du kan hjælpe ved at angive troværdige kilder til de påstande, som fremføres i artiklen.

William Stephens Donne (2. april 1875 i Wincanton i Somerset – 24. marts 1934 i Castle Cary i Somerset) var en britisk cricketspiller som deltog i de olympiske lege 1900 i Paris.
Donne blev olympisk mester i cricket under OL 1900 i Paris.
Han var holdkaptajn på det britiske hold Devon & Somerset County Wanderers som besejrede det franske crickethold Union des Sociétés Françaises de Sports Athlétiques med 262-104 i finalen, en finale som foregik over to dage. 